# زئوس (دی‌سی کامیکس)
زئوس (به انگلیسی: Zeus) یک الوهیت خیالی در کتاب‌های کامیک آمریکایی منتشر شده توسط دی‌سی کامیکس و رسانه‌های مرتبط با آن است. این شخصیت با الهام از ایزد آذرخش در اساطیر یونانی به همین نام ساخته شده‌است. بیشترین حضور او در داستان‌های مرتبط با شخصیت ابرقهرمان واندر وومن (پرنسس دایانا) است که به عنوان پدر بیولوژیکی او از هیپولیتا به‌شمار می‌رود.